# سیلویا کولوکا
سیلویا کولوکا (ایتالیایی: Silvia Colloca؛ زادهٔ ۲۳ ژوئیهٔ ۱۹۷۷) بازیگر، خواننده، مجری تلویزیون و مؤلف کتاب آشپزی اهل ایتالیا است.
از فیلم‌هایی که وی در آن نقش داشته است، می‌توان به ون هلسینگ و قاتلان خون‌آشام‌های لزبین اشاره کرد.